# Chenereilles (Loira)
Chenereilles è un comune francese di 474 abitanti situato nel dipartimento della Loira della regione dell'Alvernia-Rodano-Alpi.

## Società

### Evoluzione demografica
Abitanti censiti